# Rhizedra
Rhizedra is een geslacht van nachtvlinders uit de familie Noctuidae.

## Soorten
- Rhizedra lutosa (Hübner, 1803)